# Latoszyn
Latoszyn est une localité polonaise de la gmina et du powiat de Dębica en voïvodie des Basses-Carpates.